# Gelato
Gelato (nghĩa là "ice cream" - "kem lạnh" trong tiếng Anh, từ số nhiều là "gelati") là một món tráng miệng đông lạnh phổ biến có nguồn gốc từ ẩm thực Ý, được làm từ các thành phần căn bản gồm sữa 3,25% và đường. Gelato thường chứa ít chất béo, ít không khí hơn 70% và có nhiều hương vị hơn các món tráng miệng đông lạnh khác. Điều này quyết định tỉ trọng và sự phong phú để phân biệt với các loại kem khác.
Ở Mỹ, cho định nghĩa về gelato nói riêng vì tất cả các loại kem phải có ít nhất 10% chất béo bơ sữa.
Món kem gelato ở phiên bản thời cận đại được ghi nhận từ đầu bếp người Ý Francesco Procopio dei Coltelli, người vào cuối những năm 1600 đã khai trương và giới thiệu gelato tại quán cà phê "Café Procope" của mình tại Paris, thu hút sự chú ý đầu tiên ở Paris và sau đó là phần còn lại của Châu Âu. Nhờ có món gelato, Procopio không chỉ có được quyền công dân Pháp mà còn có được giấy phép hoàng gia độc quyền do hoàng đế Louis XIV, khiến ông trở thành người duy nhất làm ra món tráng miệng đông lạnh tại đây.
Ngày nay, gelato được biết đến trên toàn thế giới và Ý là quốc gia duy nhất có thị phần của gelato thủ công so với gelato sản xuất hàng loạt là hơn 55% với hơn 5.000 cửa hàng kem hiện đại của Ý có số nhân công khoảng 15.000 người.

## Lịch sử

### Thời cổ đại
Những gì có thể nói về thuật ngữ "kem lạnh" ngày nay hoàn toàn khác với "sản phẩm kem" vào thời cổ đại. Kem của quá khứ chỉ đơn giản là một tính từ đi kèm với một số đồ uống hoặc thực phẩm được tiêu thụ trong thời cổ đại, trộn với tuyết hoặc đá: trái cây, rượu vang, sữa lên men và các thực phẩm khác. Các công đoạn làm mát thực phẩm xuất hiện phổ biến trong nhiều nền văn hóa, từ người Trung Quốc đến người Ả Rập và ngay cả trong những người La Mã cổ đại.
Các loại kem đầu tiên mà người Ý có thông tin nhất định vẫn là các sản phẩm đông lạnh, đó là các khối băng có hương vị và đường được thêm vào ở nhiều hình dạng khác nhau nhờ bàn tay của các đầu bếp làm bánh ngọt.
Định nghĩa đầu tiên về kem được tìm thấy trong bách khoa toàn thư của Diderot và D’Alembert, được vẽ từ năm 1751 đến 1784 và có nội dung: "Kem thủ công: tên hiện đại của thức uống lỏng với hương vị dễ chịu và được pha chế làm đông lạnh một cách nghệ thuật dưới dạng kem que nước đông đá mềm. Bạn có thể nhanh chóng đóng băng tất cả các chất lỏng thu được từ nước ép rau quả bằng nước đá và muối, hoặc trong trường hợp không có muối, với nitro hoặc soda".

### Sữa đông lạnh ở Trung Quốc
Ngay từ thời nhà Đường (618-907) đã có ghi chép về các loại sữa đông lạnh, bao gồm một món ăn được chế biến từ kumiss (rượu làm từ sữa ngựa), sữa nóng sau đó được lên men, ngoài ra còn cho thêm bột và lá long não được làm lạnh trước khi thưởng thức.
Một bằng chứng thứ hai quay trở lại với thi sĩ Dương Vạn Lý (楊萬里, 1127-1206), người ca ngợi sữa đông lạnh, được phục vụ dưới dạng kẹo cứng mà vẫn tan chảy dưới ánh mặt trời.

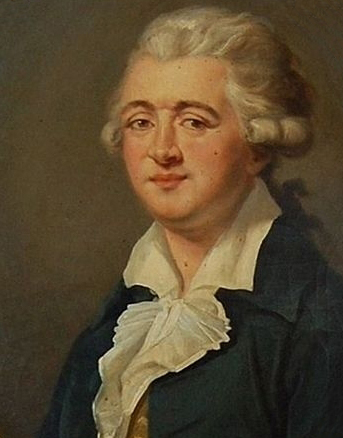
Đầu bếp Francesco Procopio dei Coltelli

### Thời cận đại
Năm 1671, món kem "gelato" được phục vụ tại bàn ăn hoàng gia Charles II của Anh. Món tráng miệng này cũng được phục vụ tại một buổi dạ tiệc ở Stockholm năm 1688. Kem Ý được sản xuất từ kem, trái cây và hương vị, không có trứng và chứa nhiều tinh thể đá.
Vào thế kỷ thứ mười tám ở Pháp, "kem đông lạnh" đã ra đời làm từ đường, trái cây và hương vị với trứng có thể được thêm vào, tạo ra một sự nhất quán cho kem. Cũng trong giai đoạn này xuất hiện công thức gồm phô mai đông lạnh với nước đá.
Năm 1784, một cuốn sách hướng dẫn có tên De 'Sorbetti đã được xuất bản tại Naples, bởi Filippo Baldini.

### Phát minh ra kem; giới thiệu tại Pháp; sự ra đời của cửa hàng kem hiện đại
Mặc dù không dễ để phân biệt chính xác các loại chế phẩm khác nhau, nguồn gốc kem Ý thường được công nhận ở hầu hết thế giới, nhưng chính việc giới thiệu ở Pháp đã khiến nó nổi tiếng khắp châu Âu.
Một số thông tin nhất định về việc phát minh ra công thức làm kem và sản xuất như tại cửa hàng của Francesco Procopio dei Coltelli, một đầu bếp người Sicilia..
Khởi đầu từ Aci Trezza, ông đặt chân đến sau nhiều lần thất bại và những cải tiến tiếp theo, tại Paris, nơi năm 1686, ông mở Café Procope tại một địa điểm vẫn còn tồn tại, phục vụ rất nhiều loại kem..Sau đó, với những thành công to lớn đã đạt được, anh chuyển đến một địa điểm mới và lớn hơn (ngày nay ở đường de de'A'Andienne Comédie), đối diện với "Comédie Française" (nhà hát, được thành lập năm 1680, sau đó sẽ chuyển đến vị trí hiện tại vào năm 1799).
Những món mà quán bán là "nước đá" (tuyết tan), kem trái cây, "hoa hồi", "hoa quế", "frangipani", "kem nước chanh", "kem nước cam", "kem dâu " trong một "giấy phép hoàng gia" (một sự nhượng bộ) mà vua Louis XIV đã trao cho Procopio việc độc quyền của những đồ ngọt đó. Sự nổi tiếng của "quán cà phê văn học nổi tiếng nhất châu Âu" xuất phát từ việc khách hàng của nó không chỉ là các diễn viên, nữ diễn viên và các thành viên khác của Comédie Française, mà còn trên tất cả các trí thức, triết gia, nhà văn, Voltaire, George Sand, Balzac, Victor Hugo, Diderot, D'Alembert, De Musset, Doctor Guillotin, người đã đưa máy chém cho Pháp, Trung úy Napoleon.

### Thế kỷ XX:Kem ốc quế và sản xuất hàng loạt
Một trong những cửa hàng kem Ý nổi tiếng nhất có từ khoảng năm 1884, bằng việc làm kem từ đường cùng với một bồn "nước muối" lớn, bắt đầu hoạt động ở Turin. Đây là sự khởi đầu của cửa hàng kem Pepino nơi vẫn sản xuất kem tại thủ phủ của vùng Piemonte. Việc mở bán lại món kem này là chắc chắn là người đầu tiên ở miền bắc Ý để mang kem đến một mức độ phổ biến và là người duy nhất có thể tự hào về Bằng sáng chế được cấp bởi Hoàng gia.
Theo thời gian, điểm nổi bật trong việc sản xuất và xuất khẩu ra nước ngoài văn hóa kem của nước Ý, người Venice xứng đáng được nhắc đến, đặc biệt là Val di Zoldo, Cadore của tỉnh Belluno, điều này đã được đánh giá cao trên toàn thế giới. Cụ thể, một người làm kem tên là Italo Marchioni từ Cadore đã phát minh ra kem ốc quế vào năm 1903, đó là một hộp đựng bánh quế với cấu tạo có thể mở ra để đổ đầy kem (bằng muỗng múc kém hoặc bằng thìa), góp phần vào sự đổi mới này để tăng sự phổ biến và sự phổ biến của kem Ý.
Từ quan điểm sản xuất và chế biến, có hai loại kem riêng biệt: "kem thủ công" và "kem công nghiệp".

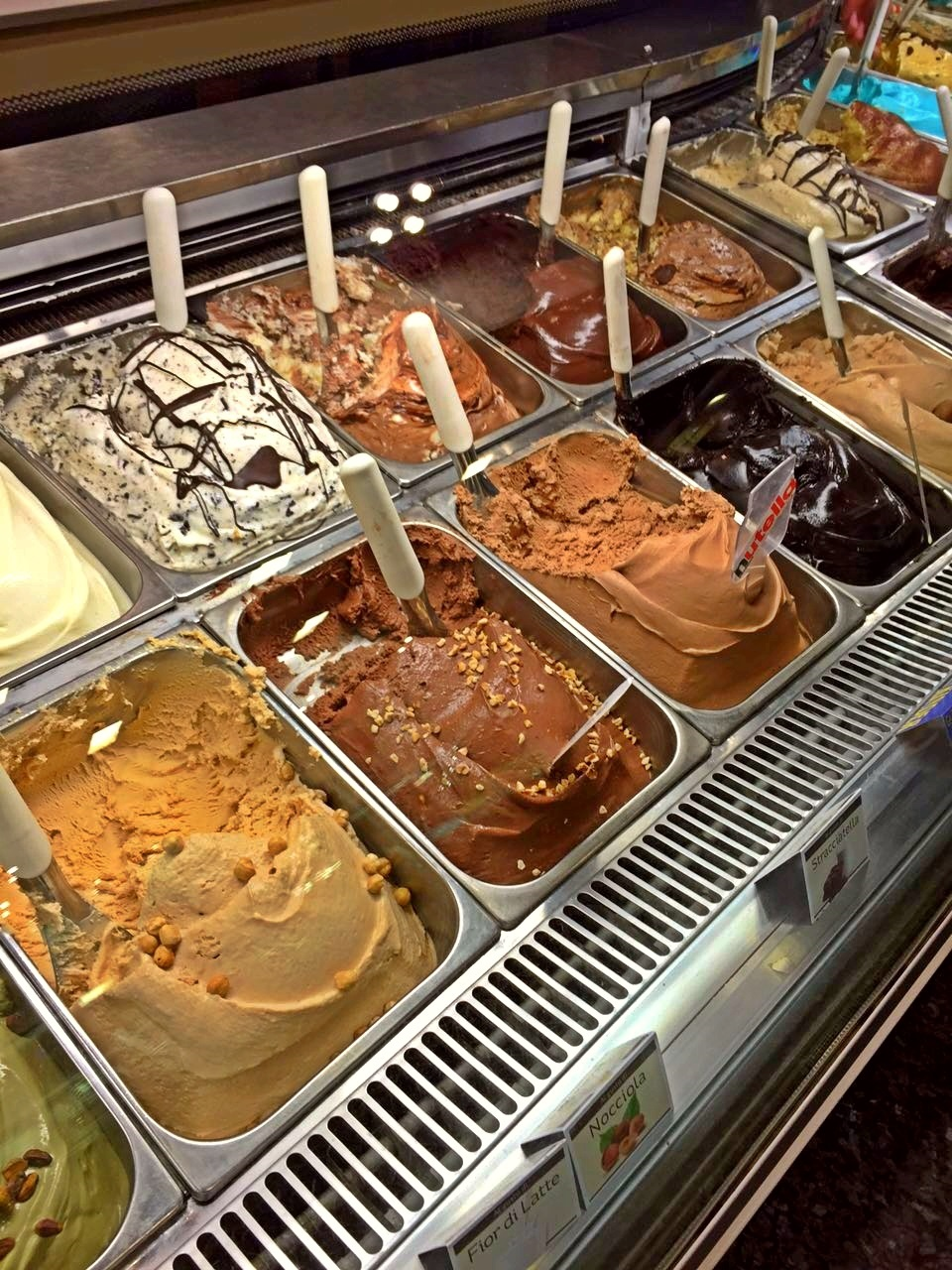
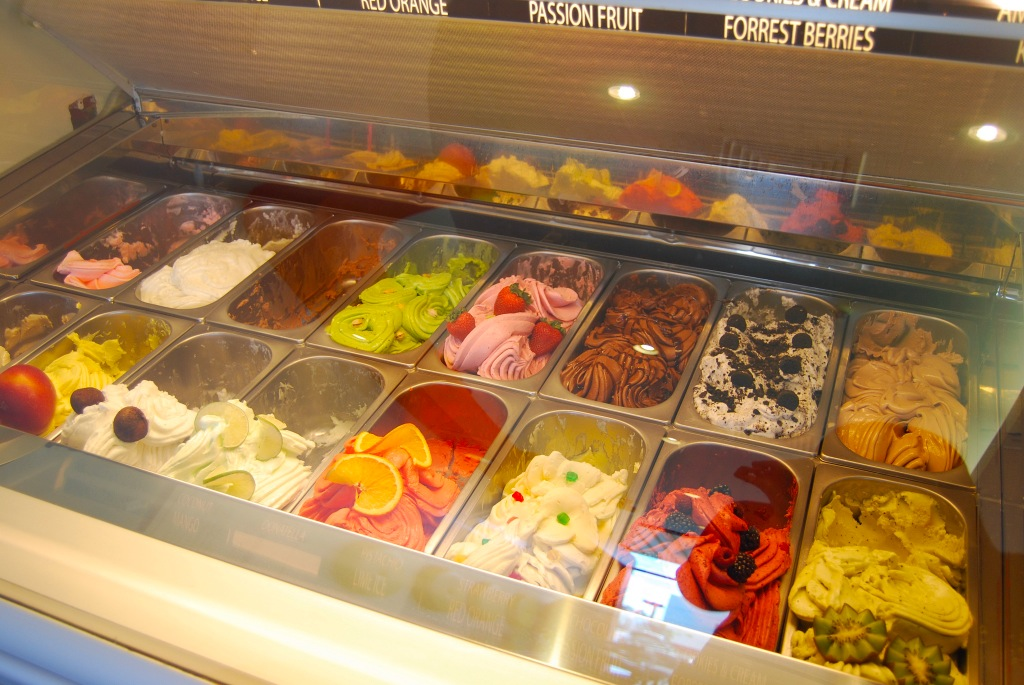
Kem gelato bên trong cửa hàng tại Ý
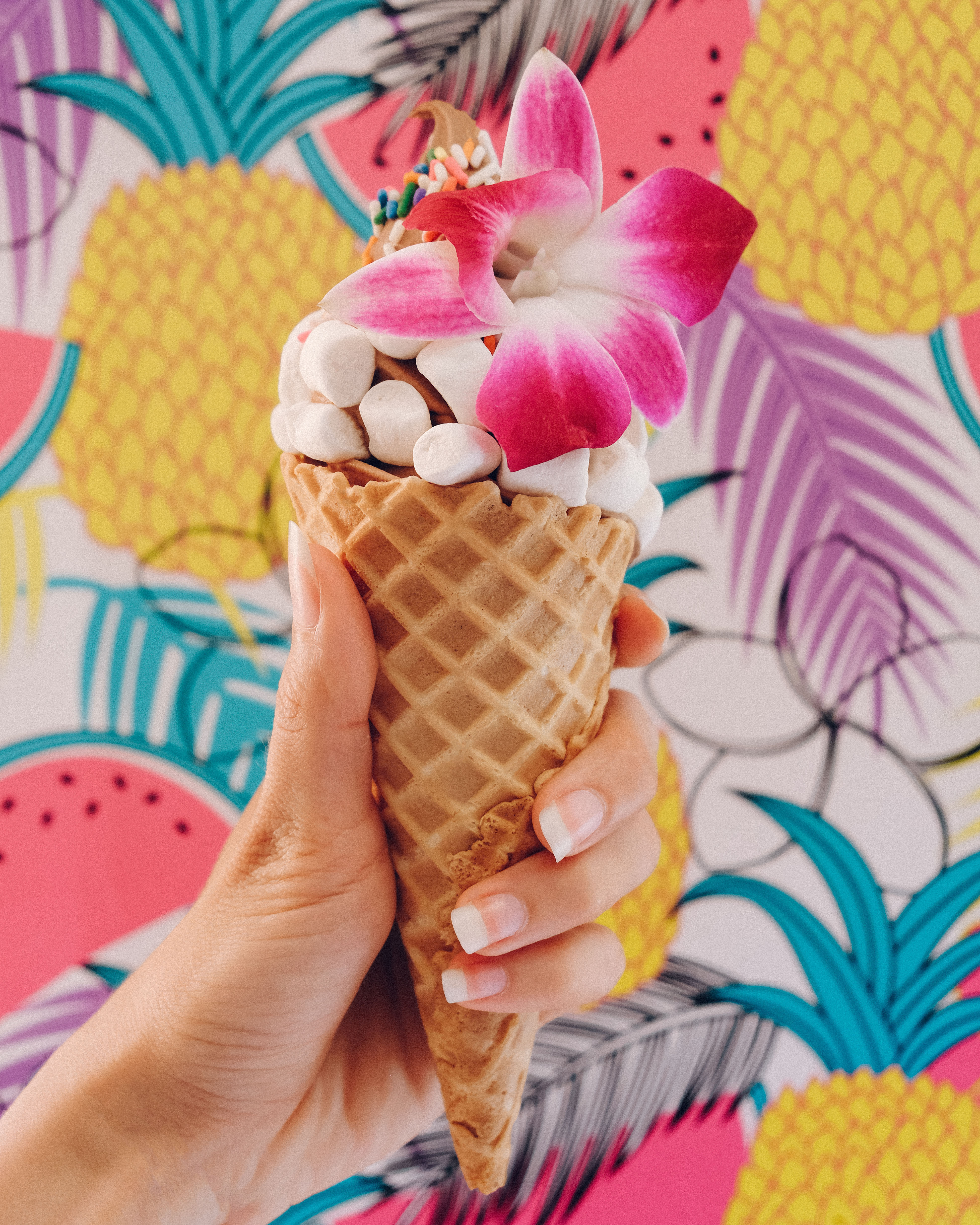
Kem ốc quế hoa quả

### Kem thủ công

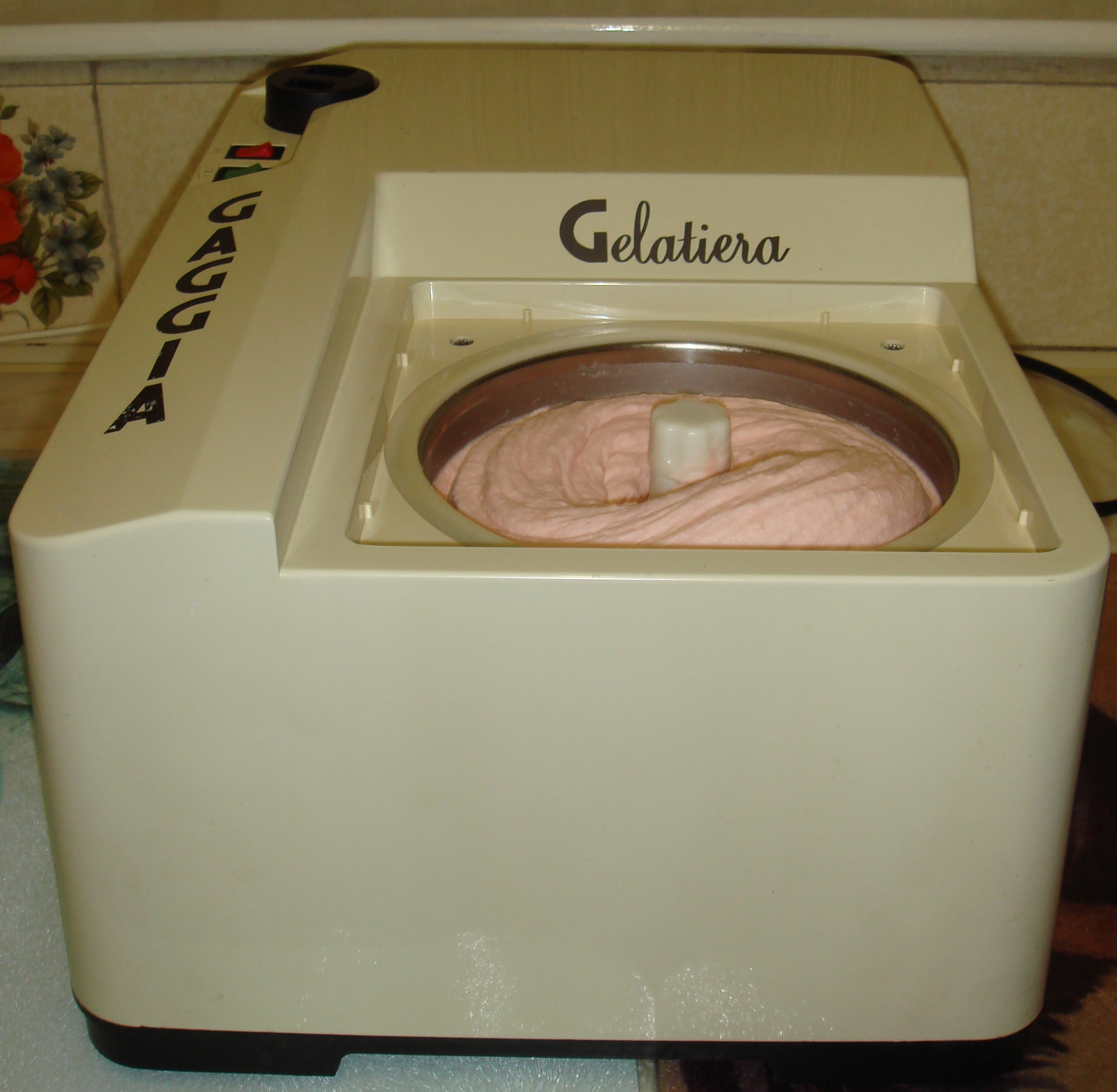
Máy làm kem gia đình.

Loại kem này được đặc trưng bởi việc sử dụng nguyên liệu tươi. So với công nghiệp, nó có thể có những điểm khác biệt sau:
- sản phẩm thường tươi và được sản xuất bởi cùng một người bán
- lượng chất béo thấp hơn (6-10% trong sản phẩm thủ công và 8-12% trong sản phẩm công nghiệp)
- ít không khí hơn (tham số được gọi là ngưỡng cho phép: tối đa 35% trong sản xuất thủ công, tối thiểu 70% trong công nghiệp)

Trong gelato thủ công đạt chuẩn, thành phần có số lượng lớn hơn là sữa (ít nhất 60 phần trăm) theo sau là đường (14 ~ 24 phần trăm) và kem (5 ~ 20 phần trăm). Thường cũng có một lượng sữa bột gầy nhất định để đảm bảo cung cấp đủ protein và chất rắn cho sữa, rất quan trọng để duy trì cấu trúc: đường sữa có trong khoảng 50% được sử dụng để hấp thụ nước tự do trong khi protein để cho cơ thể và sự ổn định.
Công thức cho một loại kem thủ công ngon, ngoài việc lựa chọn các thành phần chất lượng cao, nó phải có sự cân bằng chính xác của các thành phần rắn của nguyên liệu. Các thành phần này là chất béo của sữa bò, đôi khi kết hợp với lòng đỏ trứng gà, đường, thành phần không béo sữa.Ngoài ra còn có các thành phần rắn khác, như chất ổn định nhũ tương nước-chất béo, chất làm đặc liên kết cho nước, chất rắn không phải là chất béo, đường và sữa nạc và có trong công thức do tác dụng của một số thành phần, như chiết xuấ từ ca cao, các loại hạt (hazelnut, quả hồ trăn, hạnh nhân, quả óc chó, hạt thông).

### Kem công nghiệp
Loại kem này được đặc trưng bởi thực tế là nó được sản xuất nhiều tháng trước khi tiêu thụ, với việc sử dụng các chế phẩm và nguyên liệu thô như sữa bột, nước ép trái cây cô đặc, và các chất phụ gia như chất tạo màu, chất nhũ hóa, chất ổn định và hương liệu. Kem công nghiệp thường được coi là "phồng", bởi vì chúng được sản xuất với sự ra đời của không khí nén, trong giai đoạn đóng băng, lên đến 100-130 phần trăm, vì vậy chúng trở nên rất mềm và nhẹ.
Kem công nghiệp cũng được phân phối ở các khu vực xa nơi sản xuất, cần sự hỗ trợ của một chuỗi lạnh hiệu quả. Việc đóng băng cho phép biến đổi một hỗn hợp lỏng thành kem thông qua tác động của lạnh, bao gồm không khí và khuấy liên tục.
Các loại kem được đánh bông cung cấp cho người tiêu dùng với hình ốc quế cổ điển, trong cốc hoặc bát, và các loại chính là trái cây (sorbet), tất cả các loại kem, món tráng miệng zabaione và sữa chua.

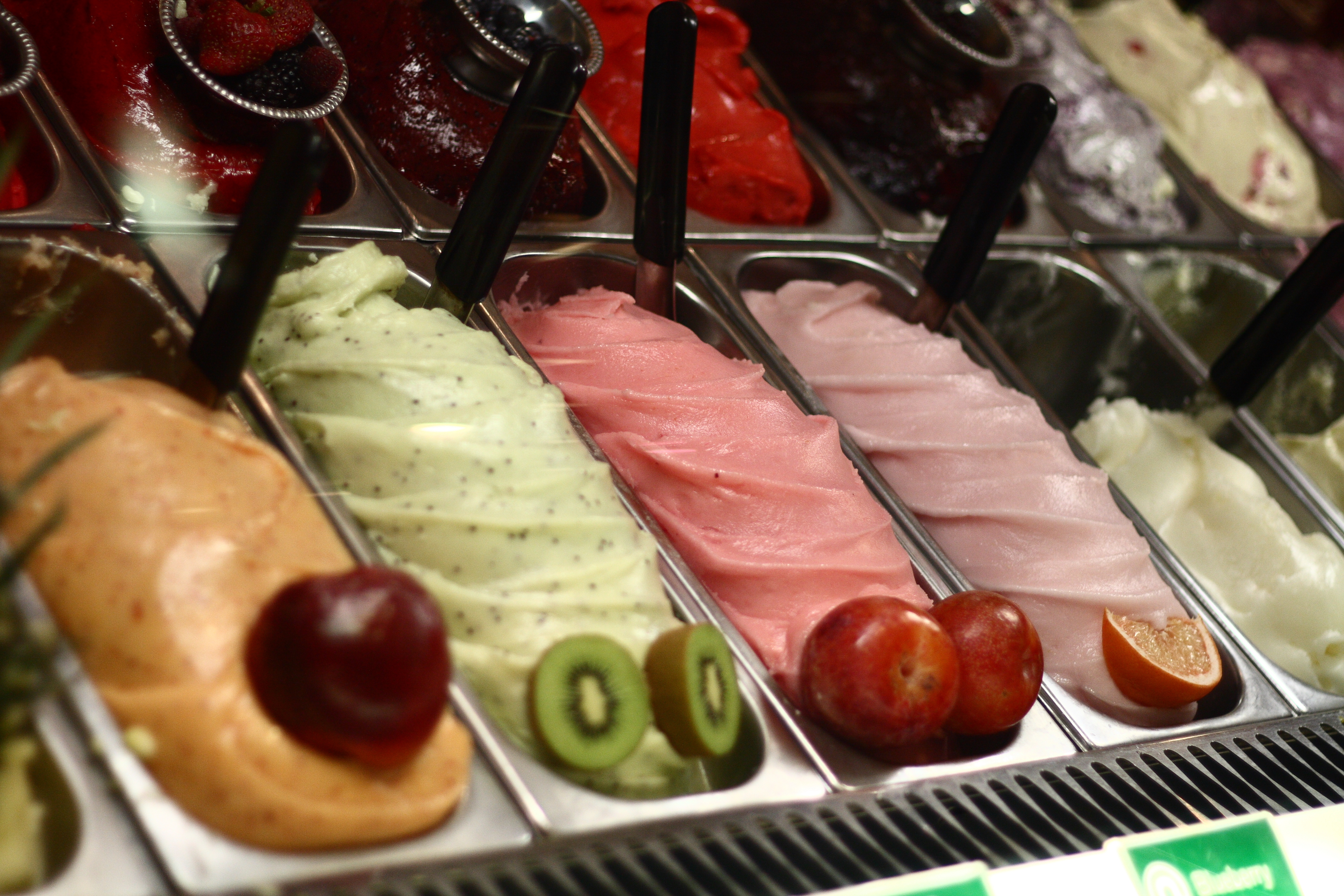
Một số hương vị món kem sorbet, bao gồm mật hoa, kiwi, mận pluot và bưởi tại cửa hàng Gelato Naia tại 520 Đại lộ Columbus ở San Francisco
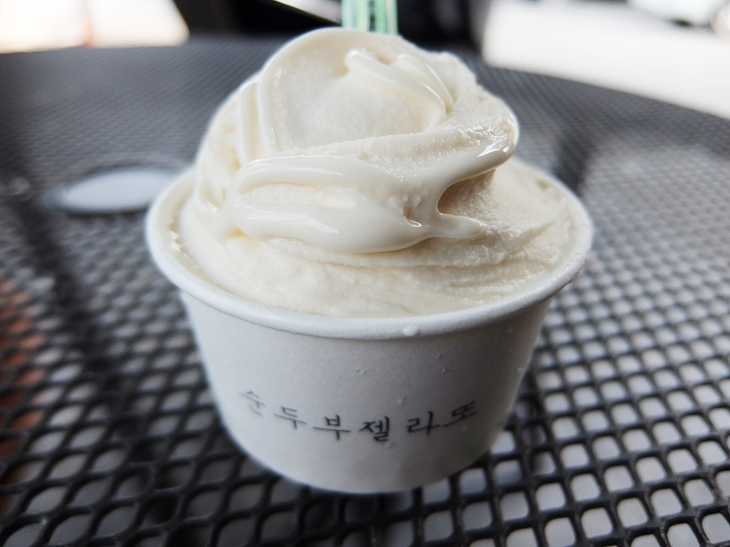
Kem gelato làm từ đậu phụ tại Hàn Quốc

## Sự tò mò
Một truyền thuyết đô thị nổi tiếng được liên kết với một người tên Ruggeri nào đó từ Florence, một người bán thịt đam mê nấu ăn, nhờ một sự chuẩn bị trong đó bao gồm kem, zabaione (một món tráng miệng của Ý, hoặc đôi khi là đồ uống, được làm bằng lòng đỏ trứng, đường và rượu vang ngọt) và trái cây mà anh ta sớm trở nên nổi tiếng, nhiều đến nỗi đã kiếm được tiền ở Paris. Anh ta bị cáo buộc đã chuẩn bị kem nhân dịp đám cưới của nữ quý tộc người Ý Catherine de Médicis và hôn phu Enrico d'Orleans.
Không có tài liệu cụ thể nào chứng thực cho câu chuyện này, nhưng không còn nghi ngờ gì nữa, việc sản xuất kem với trứng và hương liệu bắt đầu ở Tuscany vào thế kỷ XVI và từ đây nó lan sang Pháp nhờ các đầu bếp của Caterina de 'Medici.. Để tôn vinh truyền thống sản xuất kem thủ công cổ xưa, "kem Buontalenti" nổi tiếng vẫn được tổ chức tại Florence thông qua sự kiện của Lễ hội Gelato.